# 丸瀬布 (小惑星)
丸瀬布（まるせっぷ、6804 Maruseppu）は小惑星帯に位置する小惑星。愛媛県久万高原町（当時は久万町）の久万高原天体観測館の中村彰正が発見した。
旧・久万町と交流があった北海道丸瀬布町から命名された。